# Administration canadienne de la sûreté du transport aérien
L'Administration canadienne de la sûreté du transport aérien (ACSTA) (Canadian Air Transport Security Authority en anglais) est une société d'État canadienne responsable de la sécurité de 89 aéroports au Canada. L'ACSTA rend compte au gouvernement du Canada par l'entremise du ministre des Transports, qui est responsable devant le Parlement du Canada.
L'ACSTA a été officiellement fondé le 1er avril 2002, à la suite des attentats du 11 septembre 2001. Dès lors, le gouvernement du Canada a pris la responsabilité de la sécurité aérienne qui, jusqu'à cette date, était la responsabilité des compagnies aériennes. 
L'ACSTA partage la responsabilité de la sécurité de l'aviation civile avec de nombreux ministères et de nombreuses agences du gouvernement du Canada, des compagnies aériennes et des opérateurs des aéroports. Transports Canada est l'autorité responsable de la réglementation de l'aviation civile dans le pays, selon les règles de l'Organisation de l'aviation civile internationale. 
L'ACSTA laisse les services de filtrage de sécurité aux compagnies privées.

## Mission
Protéger le public en sécurisant les éléments critiques du système du transport aérien qui lui sont assignés par le gouvernement fédéral.

## Mandat
ACSTA fait des services de filtrage de sécurité dans les quatre domaines suivants :
- contrôle pré-embarquement : le filtrage des passagers, leurs bagages de cabine et leurs objets personnels ;
- contrôle de bagages enregistrés : le filtrage des bagages enregistrés ;
- contrôle des non-passagers : le filtrage des non-passagers, y compris les employés des aéroports, les membres d'équipage à bord, les bagagistes, etc) ;
- carte d'identité pour les zones réglementées : L'administration des accès aux endroits réglementés des aéroports par l'utilisation de la biométrie (qui inclut la technologie qui utilise la vérification de l'iris).

## Sous la direction de Duchesneau
Le 25 septembre 2002, Jacques Duchesneau, ex-chef de police et candidat défait à la mairie de Montréal, a été choisi comme premier président et chef de la direction de l’ACTSA. Il est entré en fonction à compter du 21 octobre 2002. Duchesneau s’est alors retrouvé à la tête d’une équipe de 250 employés permanents, chapeautant un effectif de 4400 agents de contrôle, engagés par des agences de sécurité avec lesquelles l’ACSTA fait affaire, et géra un budget de près de 2 milliards $ sur cinq ans, lequel comprend entre autres l’acquisition, le déploiement et l’entretien des équipements de sûreté des aéroports, notamment les systèmes de détection des explosifs. Sa principale responsabilité consistait à veiller à ce que les passagers ne soient pas exposés à des risques d’attentats dans les 89 aéroports désignés du Canada.
En juillet 2003, Duchesneau a convoqué la presse pour « annoncer une nouvelle initiative pour le contrôle pré-embarquement à travers le Canada », initiative qui s’est révélée être l'achat de nouveaux uniformes pour l'ensemble des agents d'embarquement canadiens. « L'uniforme est un message crucial pour que les voyageurs et les Canadiens se sentent entre bonnes mains. Qui dit uniforme dit uniformité, respect, autorité, sûreté, responsabilité et fierté. Pensons aux policiers. Le symbole d'autorité, la présence, la prestance d'une personne en uniforme fait toute la différence », a déclaré M. Duchesneau. Chaque uniforme va coûter 700 $ pour un employé à temps plein et 500 $ pour un employé à temps partiel, pour un total de 4,2 millions $ sur une période de deux ans.
Ces uniformes ont toutefois plongé l’ACSTA dans l’embarras en décembre 2004, quand le réseau anglais CBC a révélé que 1 127 pièces d’uniforme avaient été perdues ou volées sur une période de neuf mois. Près du quart de ces items affichaient le logo de l’ACSTA. Quatre-vingt-dix plaques de métal faisant office de badges de sécurité manquaient à l’appel, suscitant les inquiétudes du président du Comité sénatorial permanent de la sécurité nationale et de la défense, Colin Kenny.
« Cela devient très facile de se faire passer pour un agent, et si personne ne fait attention à son écusson, là, il y a un problème », a affirmé Kenny. De son côté, le ministre des Transports, Jean Lapierre, a ordonné un resserrement des mesures de sécurité dans les 89 aéroports du pays et la tenue d'une enquête interne. Lapierre a aussi demandé à Duchesneau de lui soumettre un rapport complet sur cette affaire dans un délai de deux jours.
En novembre 2005, l’émission Fifth Estate de CBC a diffusé un reportage démontrant de nombreuses failles dans les mesures de sécurité mises en place par l’ACSTA. Le reportage-choc a notamment montré qu’un spécialiste avait découvert en moins de 20 minutes les codes d'accès des portes donnant accès aux zones interdites au public, lui donnant ainsi accès aux avions et aux canalisations de carburant. Un bagage à main est de plus entré dans la zone sécurisée d'un aéroport sans être fouillé, tandis qu’un bagage et un chandail délibérément souillés d'une poudre chimique pour la fabrication d'explosifs sont entrés sans problème. 
Le ministre Lapierre a réagi en annonçant qu’il allait nommer trois enquêteurs pour revoir le fonctionnement de l’ACSTA. En plus de vérifier les mesures de sécurité, les enquêteurs devront aussi valider la décision d'avoir confié la sécurité des aéroports à l’ACSTA et déterminer si les contribuables canadiens en ont eu pour leur argent avec les 2 milliards $ investis depuis quatre ans dans les mesures de sécurité des aéroports.
En entrevue avec Le Devoir, Duchesneau s’est prononcé en faveur d’une plus grande latitude dans le choix des passagers à contrôler - et à fouiller - dans les aéroports. « On est dans la rectitude politique, effectivement », a lancé le président de l’ACSTA lorsque la journaliste Hélène Buzzetti lui a demandé si les critiques contre le délit de faciès sont appropriées. « On doit faire une certaine ségrégation, qu'on le veuille ou pas. Ça viendrait faciliter les choses parce qu'on ne prendrait peut-être pas 20 secondes pour tout le monde et on prendrait peut-être plus de 20 secondes pour d'autres mondes », a-t-il ajouté.

### Allégations de conflits d’intérêt
En mars 2005, des articles publiés dans le quotidien The Ottawa Citizen sous la plume du journaliste Glen McGregor ont soulevé des questions de conflits d’intérêt autour de l’octroi de contrats à l’ACSTA. Un premier article a révélé que Duchesneau avait siégé sur le conseil d’administration de Garda World Security Corp avant que cette agence de sécurité se voit accorder trois contrats par l’ACSTA pour le contrôle des passagers.
Ainsi, en janvier 2004, Garda a remporté un appel d’offres pour un contrat de trois ans s’élevant à 147,5 millions $ pour assurer le contrôle des passagers à l’aéroport international de Lester B. Pearson, à Toronto. La compagnie a ensuite obtenu un contrat du même type pour l’aéroport Montréal-Trudeau, et autre contrat que pour dix-huit petits aéroports en Colombie-Britannique. Le journaliste a relevé que Duchesneau n’avait pas mentionné ses liens passés avec Garda lorsqu’il a comparu devant le Comité permanent des transports de la Chambre des communes, deux mois après sa nomination à la tête de l’ACSTA. De plus, sa biographie officielle, mise en ligne sur le site web l’ACSTA, avait également passé sous silence sa relation avec Garda, a noté McGregor.
Puis, en novembre 2005, le journaliste a révélé que Duchesneau avait aussi siégé sur le conseil d’administration de Unicom, une entreprise basée dans la ville de Québec qui avait obtenu un contrat totalisant 4,8 millions $ pour développer un système biométrique de contrôle des accès aux zones réservées pour les personnes travaillant dans les vingt-huit principaux aéroports du pays.
En juin 2007, le député bloquiste Mario Laframboise a dénoncé les anciens liens d'affaires unissant Duchesneau à Garda et Unicom. « Ses relations d'affaires lui nuisent dans son travail », a affirmé Laframboise, qui était aussi vice-président du Comité permanent des transports. Cette déclaration est survenue alors que La Presse Canadienne venait de révéler que les vérificateurs de la firme Deloitte et Touche avaient découvert que le contrat avec Unicom avait atteint une somme de près de 11 millions $. Pour les vérificateurs, ce contrat aurait été bâclé et mal « supervisé » par l'ACSTA
« Ces accusations sont graves. C'est le PDG qui aurait dû allumer les lumières. Mais s'il ne peut plus faire de suivi par peur de se retrouver en conflit d'intérêts, qui va le faire? Est-ce que les employés de l'ACSTA ne se sont pas dit ce sont les amis du patron, donc on laisse?, s’est interrogé le député Laframboise. Il n'y a plus de pilote dans l'avion. M. Duchesneau doit s'expliquer au plus vite ».
Le journaliste McGregor a aussi révélé que Duchesneau a cofondé la compagnie d’investissement Canadian Prodigy Capital Corp., en mai 2005. Le conseil d’administration de Prodigy était alors présidé par Bernard Mercier, le président de Datacom Wireless Corp., mais aussi le chef de la direction de la compagnie de services d’aviation multinational Servisair-GlobeGround, qui avait reçu un contrat d’une valeur d’environ 12 millions $ de la part de l’ACSTA pour le contrôle des passagers à l’aéroport international de Calgary. Soulignant que Duchesneau siégeait sur le conseil de direction de Prodigy tout en continuant à diriger l’ACSTA, McGregor a relevé qu’il était inhabituel pour le dirigeant d’une société de la couronne de se joindre à une société cotée en bourse pendant qu’il était toujours en poste.

### Allégations de dépenses excessives
En juin 2007, La Presse a révélé que Jacques Duchesneau voyageait beaucoup aux frais des contribuables. Ainsi, les voyages du président de l’ACSTA avaient coûté la somme de 97 278,28 $, en 2005, et de 58 020,96 $, en 2006, pour un total de 155 299,24 $ en l’espace de deux ans.
L’ex-ministre des Transports Jean Lapierre a déclaré sur les ondes de l’émission de Paul Arcand, de la radio 98,5 FM, que les dépenses « extravagantes » de Duchesneau étaient devenues une source d’insomnie pour lui à l’époque où il siégeait au cabinet fédéral. [Traduction]« J'étais rendu tellement nerveux que j'ai nommé le général Maurice Baril [en tant que président du conseil de direction l'ACSTA] ... avec le mandat spécifique de s'assurer que les dépenses seront contrôlées, parce que je ne pouvais pas dormir », a-t-il expliqué.
Selon lui, Duchesneau, était « rapide avec la carte Visa » et « voyageait plus que le ministre et beaucoup plus confortablement ». Lapierre dit avoir informé de la situation son successeur au ministère des Transports lorsqu’il quitta son poste. « Il se croit à la tête d'Interpol simplement parce qu'il est chargé de trouver des coupe-ongles », a lancé sarcastiquement Lapierre, en faisant allusion aux objets métalliques saisis par les agents de contrôle.
Le 29 avril 2008, le président du conseil d'administration de l’ACSTA, D. Ian Glen, a annoncé que Duchesneau quittait son poste de président et chef de la direction. Selon le chroniqueur Vincent Marissal de La Presse, Duchesneau a été congédié de l’ACSTA.
Le 15 septembre 2008, Kevin McGarr, un ancien collègue policier de Duchesneau, a été nommé président et de chef de la direction de l'ACSTA